# 書物の聖母
『書物の聖母』（しょもつのせいぼ、伊: Madonna del Libro）は、イタリアのルネサンス期の巨匠、サンドロ・ボッティチェッリによる小さな絵画で、ミラノのポルディ・ペッツォーリ美術館に所蔵されている。板上にテンペラで、1480年から1481年の間に制作された。

## 概要
『書物の聖母』は、聖母マリアと幼子イエスが部屋の隅にある窓のそばに座っている、柔和で優美な作品である。聖母は時祷書の「Horae Beatae Mariae Virginis」を持っているが、これは13世紀から16世紀の間、一般的な民衆のための祈祷書であった。イエスは聖母が本を読むことに夢中になっている間、聖母を見つめている。母と息子の両手は同じように配置され、右手は祝福のジェスチャーのように開き、左手は閉じられている。
幼子はキリストの受難を象徴して、十字架の3本の釘と茨の冠を持っている。これらはおそらく後に追加されたものであり、メッセージをより明確にするためであった 。これは、キリスト教の図像における伝統的な表現である。また、ボウルの中の果物には象徴的な意味がある。サクランボはキリストの血を表すか、楽園を示唆する。プラムは聖母とイエスの間の優しい情を示し、イチジクは復活の象徴である。
聖母の衣服の青は、聖母が身に着けている服によく用いられる色であり、純粋さ、天国、王族を象徴する意味を有している 。本作では、ボッティチェッリの他の一連の大型作品と同様に、聖母は真剣で、思慮深く、意識を集中しているように描かれている。
ボッティチェッリは、繊細さと細部への愛情を持って、場面を構築している。箱と、瑞々しい果物の入ったマヨリカ焼きのボウルは静物画として描かれている。本のページ、衣服、および透明なベールは、リアルな質感を示している。バランスのとれた、洗練された構図である。ボッティチェッリは微妙に異なる色調で描いており、見事に互いに補完し合うように色彩を組み合わせている。絵画は衣服や物を縁取る細金細工で装飾されているが、金の使用は、画家が依頼者と締結した契約上の合意の結果であり、絵画の価格に含まれていた。1480年頃に制作された本作は、ボッティチェッリの成熟した詩的な様式のすべての要素を示している。繊細で優雅な線描は、画家の晩年の作品の強い哀愁からは程遠い様式である。誰が作品を依頼したかはわかっていない。
光、形体、空白部分の相互関係は、作品にきわめて優美な特質を与えている。 実際、最近の修復により、何世紀も前のニスの層によって隠されていた明るい空と明るい朝の光が明らかになった本作は、新たに再発見されたと見なされてもいいのかもしれない 。1470年以前に制作されたボッティチェッリの他の聖母子像を想起させ、フィレンツェの捨て子養育院由来のフィリッポ・リッピの『聖母子と天使』に影響を受けた可能性がある。
ボッティチェッリ『書物の聖母』は、19世紀に新たな関心の対象となった。その「並外れた美しさ」で、作品はイタリア統一時代に国民的アイデンティティの源を見たイタリア人に特に訴えた（「リソルジメント」）。ボッティチェッリの愛好者の中には、自身の個人コレクションと邸宅を公共のものとして遺贈したジャン・ジャコモ・ポルディ・ペッツォーリがいた。ポルディ・ペッツォーリ美術館の館長であるアナリーザ・ザンニ博士は、『書物の聖母』に例示されているようなボッティチェッリの技術と材料の使用について、最近もっと多くのことを発見した。たとえば、ボッティチェッリの青の最上層がラピスラズリであることを発見したのである。これは「非常に貴重で非常に高価な成分であり、非常に威信のある顧客から依頼されたことを示している」  。
作品は、イタリア、ミラノのポルディ・ペッツォーリ美術館に所蔵されている 。